# 17 juin 1906
Le dimanche 17 juin 1906 est le 168e jour de l'année 1906.

## Naissances
- Claude Ferny (mort le 1er mars 1978), écrivain français
- Evalyn Knapp (morte le 10 juin 1981), actrice américaine
- Henri Durrieu de Madron (mort le 19 mars 1982), résistant français
- Jean Douarinou (mort en 1987), chef décorateur français
- Lu Chakwan (mort le 13 février 1994), artiste-peintre d'origine chinoise
- Percy Legard (mort le 16 février 1980), sportif et militaire britannique
- Pietro Pensa (mort en 1996), alpiniste, écrivain et ingénieur en génie civil italien
- Samuel Wilks (mort le 7 mars 1964), mathématicien américain
- Thomas George Cowling (mort le 16 juin 1990), astronome britannique

## Décès
- Harry Nelson Pillsbury (né le 5 décembre 1872), joueur d'échecs américain
- Piotr Alexeïevitch Bezobrazov (né le 29 janvier 1845), vice-amiral russe
- Raymond Gorsse (né le 5 juin 1834), personnalité politique française